# Nephilengys
Nephilengys is een geslacht van spinnen uit de familie van de wielwebspinnen (Araneidae).

## Soorten
- Nephilengys malabarensis (Walckenaer, 1842)
- Nephilengys papuana Thorell, 1881